# Karlova Studánka
Karlova Studánka település Csehországban, Bruntáli járásban. Karlova Studánka Světlá Hora, Ludvíkov és Malá Morávka településekkel határos. Lakosainak száma 176 fő (2024. január 1.).

## Népesség
A település lakosságának változását az alábbi diagram mutatja:
| Lakosok száma | 50   | 50   | 71   | 331  | 261  | 230  | 193  | 178  | 175  | 176  |
|               | 1869 | 1890 | 1921 | 1950 | 1980 | 2001 | 2017 | 2019 | 2022 | 2024 |